# Sikkerhed
 For alternative betydninger, se Sikkerhed (flertydig). (Se også artikler, som begynder med Sikkerhed)
Som en term er sikkerhed almindeligvis mest anvendt til at henføre til beskyttelse fra fjendtlige kræfter, men ordet sikkerhed har en række andre betydninger: Fx, fraværet af beskadigelse (fx frihed fra nød); som tilstedeværelsen af en livsvigtigt gode (fx ernæringssikkerhed); som modstandsdygtighed mod potentiel fysisk beskadigelse (fx sikkert fundament); som hemmelighed (fx en sikret telefonforbindelse); som indeslutning (fx et sikret rum eller fængselscelle); og som en sindstilstand (fx følelsesmæssig sikkerhed).
Termen sikkerhed refererer også til handlinger og systemer hvis formål er at yde sikkerhed og beskyttelse: (fx sikkerhedsstyrker; it-sikkerhedssystemer; sikkerhedskameraer; personligt værnemiddel).